# Széchenyi tér (Kolozsvár)
A Széchenyi tér (románul Piața Mihai Viteazul) Kolozsvár belvárosában található. A romániai műemlékek hivatalos listájában a tér épületegyüttese a Széchenyi tér 1. szám, azaz a Híd utca (Str. Regele Ferdinand) 38. számtól kezdve a Szamosig, a Szamos déli partja a hídtól a Nagyszamos utca (Str. Iaşilor) 16. számig, a Nagyszamos utca déli oldala helyi jelentőségű műemlékként szerepel.

## Neve
Az 1860-as évek közepéig elhanyagolt állapotú területet sokáig barompiacnak nevezték, funkciójának megfelelően. Az 1852–1857 között készült hivatalos felmérésekben már Széchenyi tér (régebben barompiac)-ként szerepel a külvárosi Kétvízköz tized részeként. Az első világháborút követően II. Mihály havasalföldi fejedelemről kapta a Piața Mihai Viteazul (Vitéz Mihály tér) nevet. 1940–1945 között ismét Széchenyi tér, a második világháború után ismét Piața Mihai Viteazul lett a neve.

## Története
A város északi falán kívül, a Hídkapu előtti puszta területen tartották a 19. század közepéig a baromvásárokat. Az építkezéseket éppen emiatt nem engedélyezték; fennmaradt 1570-ből egy végzés, amelyben a város elutasította a piac környékén házhelyet kérőket. A tér betelepítése csak a 18. század utolsó évtizedeiben, a várárok és a vár környékének felosztása után kezdődött meg.
A tér rendezése a 19. század közepén történt meg; ennek során sajátították ki 1865-ben a déli házsoron álló Aranybika fogadó telkét. 1867-ben a tér közepére Széchenyi István szobra került, Klösz József alkotása; ekkortájt építették a díszkutat is. Ugyanakkor az 1869–70-ben tartott népszámlálás hivatalos beszámolója még mindig fa- és baromvásár piacként említette.
A vasútépítésnek köszönhetően a tér gazdasági jelentősége megnőtt, mivel a vasútállomásról a városba bevezető út itt haladt el; így gyorsan megtörtént a környező telkek beépítése. A tér keleti felében épült 1873-ban a Tornavívóda, mellette állt az utóbb Erzsébet fürdőnek átnevezett Torna fürdő, ahol 1894-ben már külön fürdőt tartottak fenn a hölgyeknek. Az 1889-ben elkészült Szamos híd hídfői körül az 1890-es évek elején négy palota épült; ezek közül a Babos-palota a Széchenyi térhez tartozik, a vele átellenben fekvő Széki-palota pedig a Híd utcához. 1904-ben a Hunyadi téri színház építésének előkészítésekor a szóba jöhető helyszínek egyike a Széchenyi tér volt.
Erdély Romániához csatolása után 1919. május 7-én román fiatalok ledöntötték a Széchenyi-szobrot. 1925-ben a városi tanács a görögkatolikus egyháznak ajándékozta a téren levő piac területét, de a piacot továbbra is működtette. 1936-ban az egyház katedrális építését tervezte a térre, ehhez viszont meg kellett szüntetni a piacot. Az árusok elhelyezésére a város 1937 elején lebontatta a Tornavívódát; a székesegyház azóta sem épült fel.
Az 1950-es évek végén a tér nagyszabású átalakításon ment át, a földszintes házak helyett több emeleteseket építettek. 1960-ban a piacot elköltöztették a tér közepéről, és 1961–1962-ben megépült a tér egyik oldalát lezáró Köztársaság mozi, a teret dísztérré alakították át. 1976-ban állították fel Vitéz Mihály szobrát, Marius Butunoiu művét. A mozi, előtte a szökőkút, és a szobor szolgált háttérként a Ceaușescu látogatásai során tartott tömeggyűléseknek. Az új vásárcsarnok 1978-ban épült fel.
2008-ban a városrendezési terv módosításával lehetővé tették, hogy a térre húsz emeletes épülettömbök kerüljenek. Az előterjesztés szerint a környéken számítástechnikai cégek, pénzügyi tanácsadó és ehhez kapcsolódó vállalkozások kaphatnának helyet, kialakítva a város pénzügyi központját. 2009-ben a város negyvenkilenc évre szóló koncessziós szerződést írt alá egy portugáliai céggel egy föld alatti parkoló építésére, amely azonban 2016-ig sem épült meg.

## Épületei
A 6. számú épületen Kolozsvár régi címere látható.
A 26–27-es számú kettős telket Berde Mózes végrendeletében az unitárius egyházra hagyta azzal a feltétellel, hogy a ház jövedelmének a két ötöde a telek további kiépítésére szolgáljon. Az egyház azonban minden anyagi forrását a Magyar utcai új kollégium építkezésére fordította.
A 32-es számú házat Jakab Elek építtette a apósának a szomszédos háza mellé. A 33-as szám alatt az 1940-es években a Barzel Vaskereskedés működött, amelyet 1950-ben lebontottak. Helyükre 1960 körül modern tömbház épült, földszintjén vaskereskedéssel.

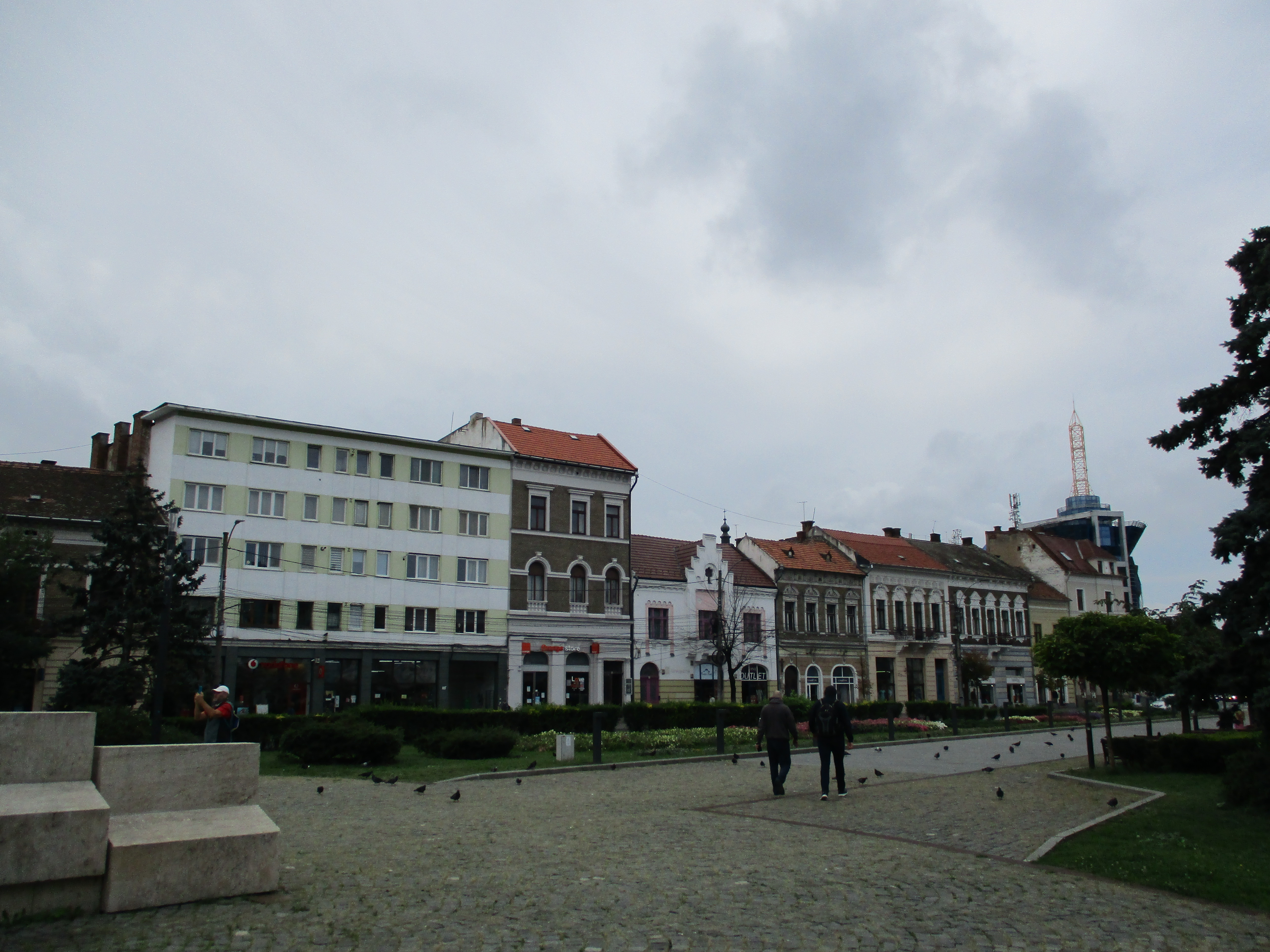
Déli oldal
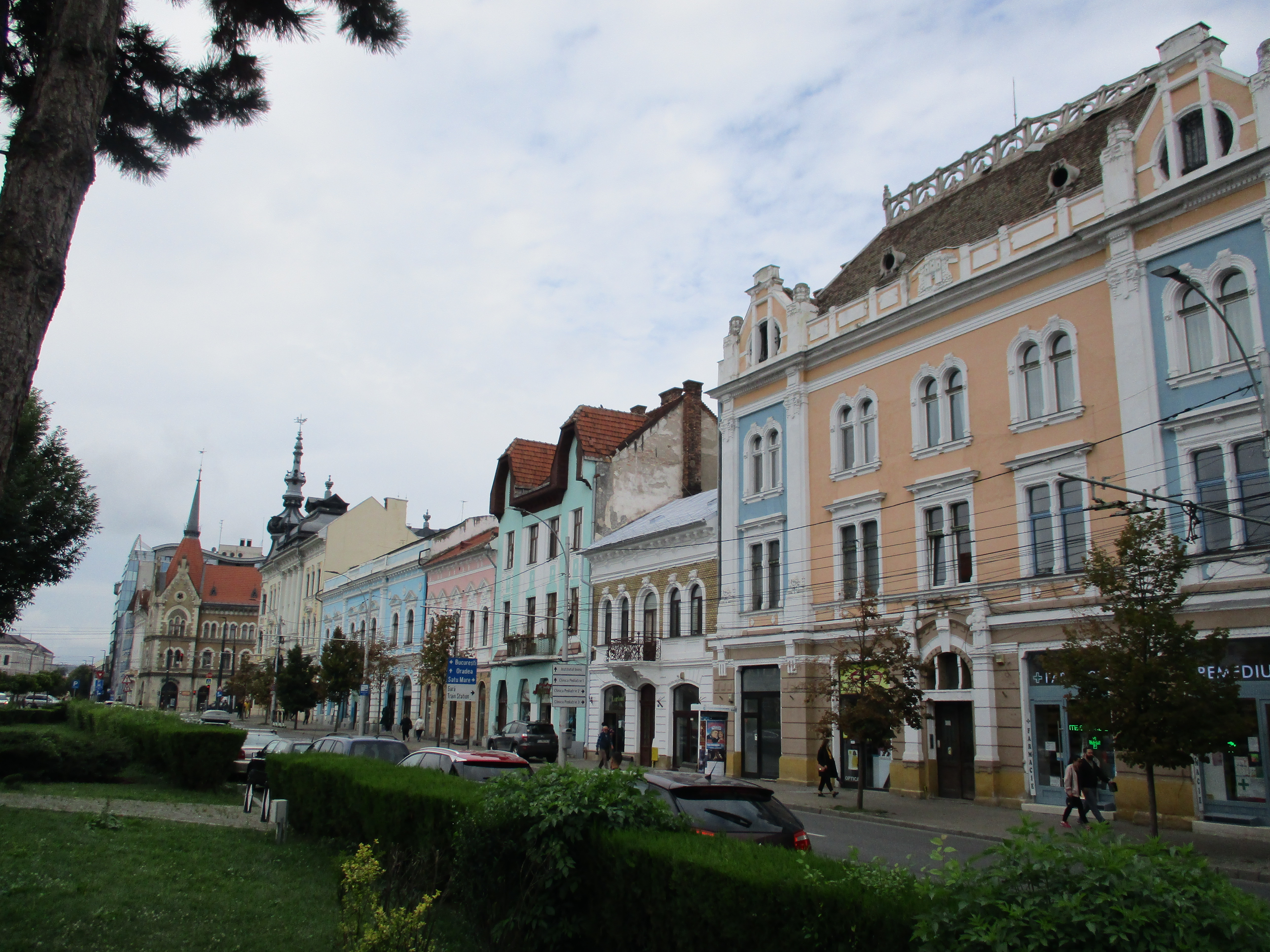
Északi oldal

## Műemlékek
A térnek az alábbi épületei szerepelnek a romániai műemlékek jegyzékében:
| Házszám | Kép | Megnevezés                      | Építés dátuma   | Műemlék kódja   |
| ------- | --- | ------------------------------- | --------------- | --------------- |
|         |     | A Széchenyi tér épületegyüttese | 18–19. század   | CJ-II-a-B-07415 |
| 1       |     | Babos-palota                    | 19. század vége | CJ-II-m-B-07315 |